# Navajas
Navajas település Spanyolországban, Castellón tartományban. Navajas Castellnovo, Segorbe, Vall de Almonacid, Jérica és Gaibiel községekkel határos. Lakosainak száma 846 fő (2024).

## Népesség
A település népessége az elmúlt években az alábbi módon változott:
| Lakosok száma | 542  | 602  | 646  | 787  | 819  | 761  | 745  | 716  | 750  | 846  |
|               | 2001 | 2004 | 2006 | 2009 | 2011 | 2014 | 2016 | 2019 | 2021 | 2024 |